# Pyongyang (Restaurantkette)

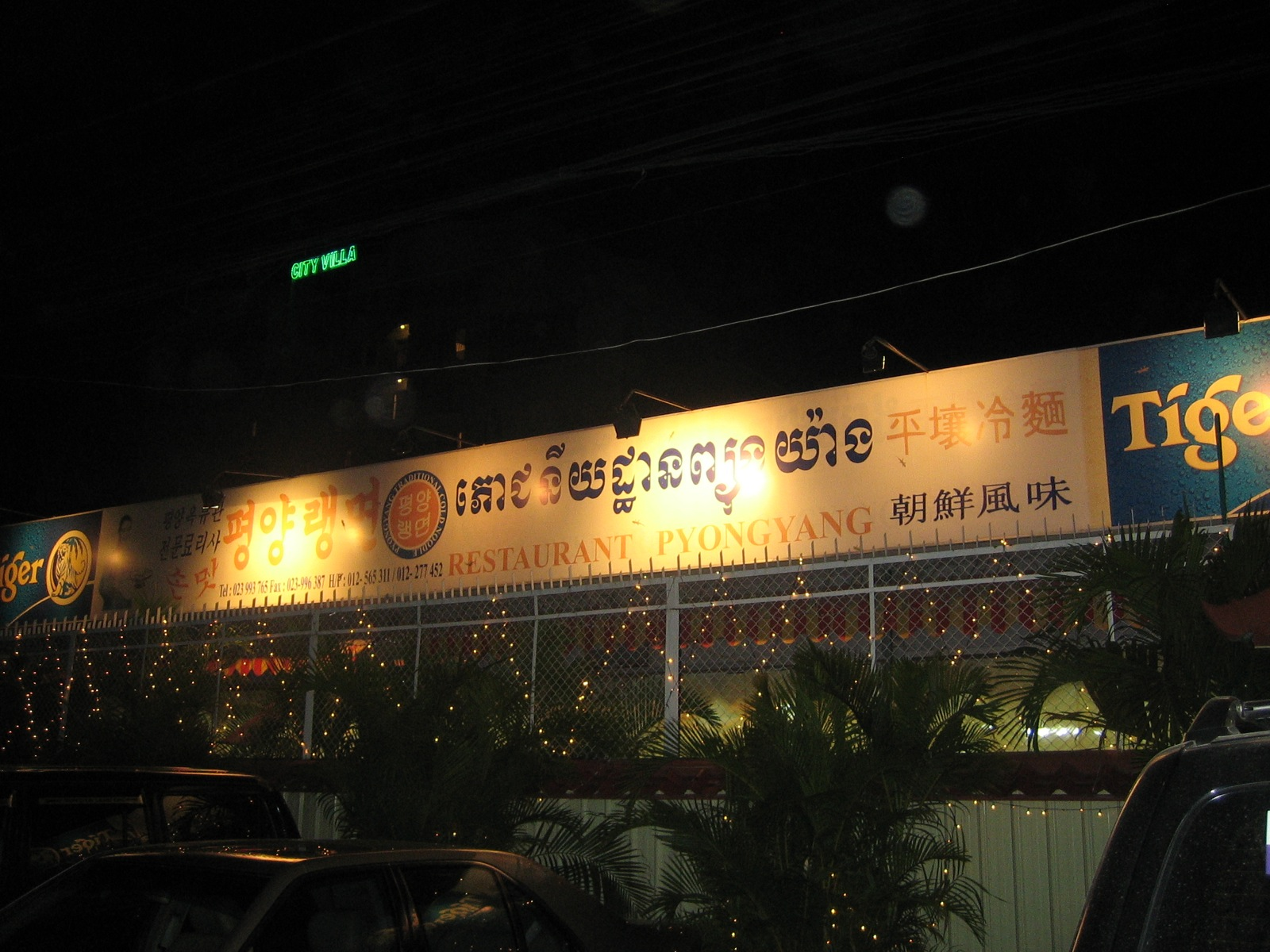
Restaurant Pyongyang in Phnom Penh, Kambodscha

Pyongyang ist eine nach der nordkoreanischen Hauptstadt Pjöngjang benannte Restaurantkette mit rund 130 Standorten weltweit. Die Restaurants sind im Besitz der Haedanghwa Group und werden von ihr betrieben. Das Unternehmen ist mutmaßlich eine Tarnfirma der Organisation Office 39, die der Finanzierung des nordkoreanischen Regimes dient.

## Standorte
Die meisten Pyongyang-Filialen befinden sich in der Volksrepublik China nahe der Grenze zu Nordkorea sowie in Peking und Shanghai. Seit den 2000er Jahren expandiert die Kette in südostasiatische Städte wie Bangkok, Phnom Penh, Siem Reap, Ho-Chi-Minh-Stadt, Hanoi, Da Nang, Vientiane, Dhaka, Jakarta und Kuala Lumpur. Es gibt auch Restaurants in Ulaanbaatar, Wladiwostok, Moskau, Dubai und Kathmandu. Die Restaurants waren ursprünglich auf die vielen südkoreanischen Geschäftsleute in Südostasien ausgerichtet und sind inzwischen bei neugierigen Touristen beliebt.
Die erste Filiale der Restaurantkette im Westen öffnete ihre Tore 2012 in Amsterdam im Stadtteil Osdorp; dabei handelte es sich um eine Kooperation mit niederländischen Miteigentümern. Die Speisekarte und die Geschäftsstrategie dieses Restaurants unterschied sich von seinen asiatischen Pendants, da weder Hundefleisch noch Ginsengwein zum Angebot gehörten. Im September 2012 stellte das Restaurant aufgrund gegenseitiger Beschuldigungen zwischen den koreanischen Mitarbeitern und dem niederländischen Partner seinen Betrieb ein. Im Dezember 2013 wurde es zwar unter dem Namen Haedanghwa an einem neuen Standort wiedereröffnet, schloss aber ein Jahr später endgültig.
Im Januar 2015 gab es Medienberichte, wonach in Schottland eine weitere Filiale eröffnet werden sollte, entsprechend dem Interesse des nordkoreanischen Diktators Kim Jong-un an dem Land nach dem Unabhängigkeitsreferendum 2014. Nordkoreanische Beamte bestritten dies jedoch. Laut der japanischen Zeitung Yomiuri Shinbun gab es im Jahr 2016 allein in China etwa 100 nordkoreanische Restaurants.

## Angebot

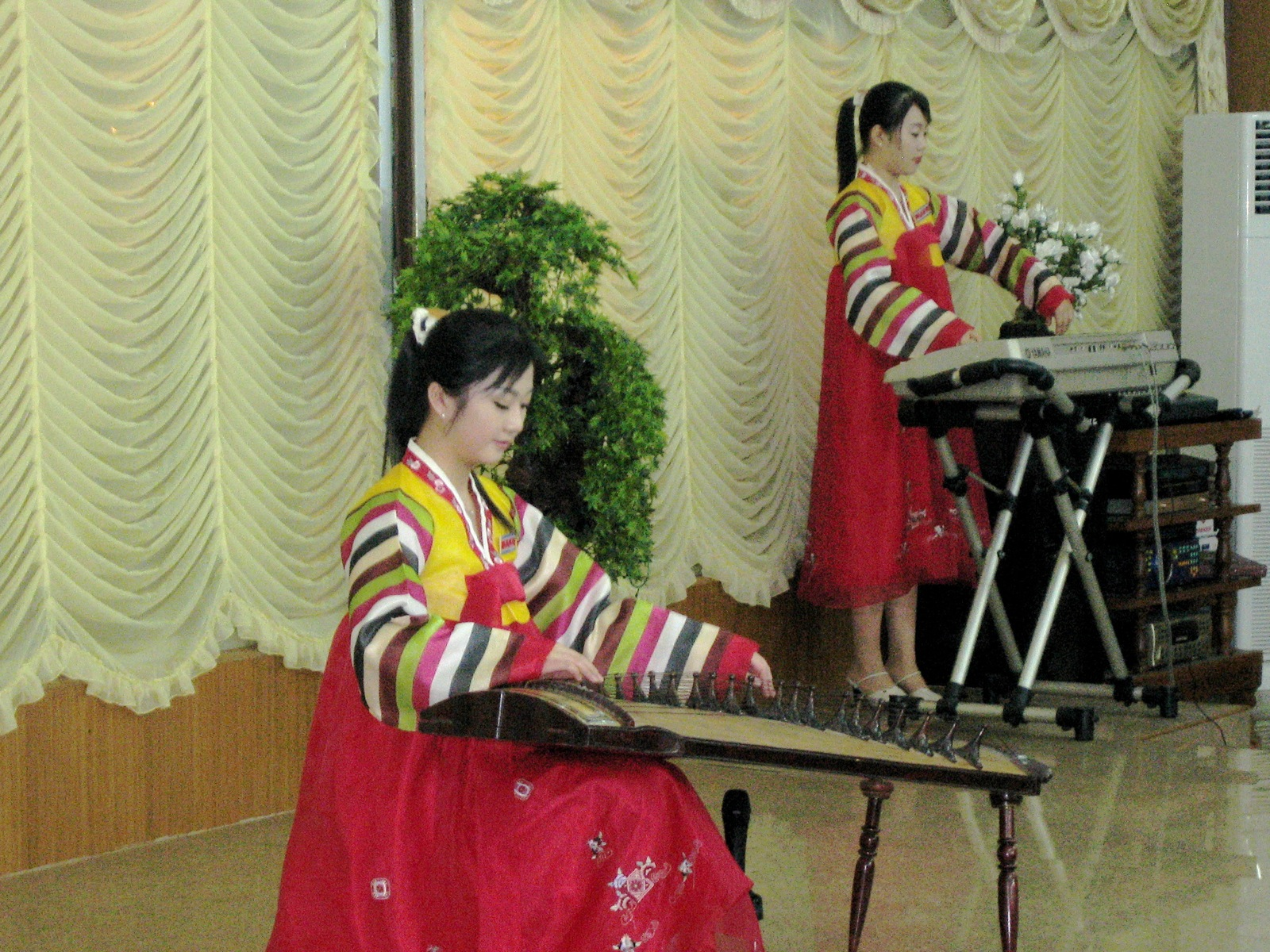
Musikalische Darbietung von Nordkoreanerinnen im Restaurant Pyongyang in Phnom Penh

Die Restaurants servieren koreanische Gerichte, darunter Kimchi, kalte Nudeln, gegrillten Tintenfisch und Hundefleischsuppe. Gäste können auch nordkoreanische Produkte wie Ginsengwein und ein ungekennzeichnetes Aphrodisiakum kaufen, das angeblich aus Körperteilen von Bären hergestellt wird. Die Preise sind relativ hoch.
Das Personal besteht aus jungen nordkoreanischen Frauen in traditioneller Chosŏnot-Kleidung, die für die Kunden auch Karaoke singen sowie Gesangs- und Tanzdarbietungen im Stil der nordkoreanischen Massenveranstaltungen aufführen. Mitarbeiterinnen aus Nordkorea arbeiten in der Regel mit Dreijahresverträgen und sind oft gut ausgebildete Absolventinnen von Kunsthochschulen. Fotografieren ist in der Regel nicht erlaubt.

## Betrieb
Laut dem schwedischen Journalisten Bertil Lintner sind die Restaurants bzw. das Unternehmen Haedanghwa Group eines von mehreren Auslandsgeschäften von Office 39, einer nordkoreanischen Regierungsorganisation, die sich der Beschaffung und Geldwäsche von Fremdwährungen für die nordkoreanische Führung widmet. Dadurch sollen insbesondere verschiedene UN-Resolutionen umgangen werden, die gegen das Land verhängt worden sind.
Nordkoreanische Überläufer berichten, dass die Restaurants von örtlichen Mittelsmännern betrieben werden, die jedes Jahr einen bestimmten Geldbetrag an die nordkoreanische Regierung schicken müssen (üblicherweise 10.000 bis 30.000 US-Dollar). Das nordkoreanische Personal, das im Restaurant-Gebäude wohnt, wird mutmaßlich gründlich auf politische Loyalität geprüft und von nordkoreanischen Sicherheitsbeamten vor Ort eng überwacht. In den 2000er Jahren führte laut Daily NK eine Reihe von Fluchtversuchen von Kellnerinnen in China zur Schließung mehrerer Restaurants und zur Rückführung des Personals. Im April 2016 gab Südkorea bekannt, dass 13 Mitarbeiterinnen einer Pyongyang-Filiale von China aus übergelaufen waren.